# Nautilus-díj
A Nautilus-díj (Nagroda Nautilus) egy lengyel sci-fi-díj, amelyet 2003 óta adnak a legjobb novella és a legjobb regény kategóriában a díjazást megelőző évre vonatkozóan. Robert J. Schmidt a Science Fiction folyóirat szerkesztője alapította. Regény és novella kategóriában díjazzák a jelölteket. 2009-ben nem rendezték meg a versenyt.

## Díjnyertesek

### Regény
| Év               | Győztes mű                        | Író                      |
| ---------------- | --------------------------------- | ------------------------ |
| 2012             | Czarny Wygon. Bisy                | Stefan Darda             |
| 2010             | Oko Jelenia. Tryumf Lisa Reinicke | Andrzej Pilipiuk         |
| 2009             | Pan Lodowego ogrodu t.3           | Jarosław Grzędowicz      |
| 2007             | Gwiazdozbiór kata                 | Rafał Dębski             |
| 2006 (megosztva) | Czarny pergamin Vertical          | Rafał Dębski Rafał Kosik |
| 2005             | Pan Lodowego Ogrodu               | Jarosław Grzędowicz      |
| 2004             | Boży bojownicy                    | Andrzej Sapkowski        |
| 2003             | Achaja                            | Andrzej Ziemiański       |

### Novella
| Év   | Győztes mű                                   | Író                |
| ---- | -------------------------------------------- | ------------------ |
| 2012 | Czarna Leliwa                                | Maciej Lewandowski |
| 2010 | Lazaret                                      | Andrzej Pilipiuk   |
| 2009 | Rzeźnik drzew                                | Andrzej Pilipiuk   |
| 2007 | Cudowny wynalazek pana Bella                 | Tomasz Bochiński   |
| 2006 | Rondo na maszynę do pisania, papier i ołówek | Szczepan Twardoch  |
| 2005 | Horror Show                                  | Łukasz Orbitowski  |
| 2004 | 2865 kroków: Wieczorne dzwony                | Andrzej Pilipiuk   |
| 2003 | Zapach szkła                                 | Andrzej Ziemiański |